# Campeonato Sul-Americano de Marcha Atlética
O Campeonato Sul-Americanos de Marcha Atlética (Espanhol: Campeonato Sudamericanos de Marcha Atlética) é uma competição de atletismo organizada pela CONSUDATLE para atletas que representam os países sul-americano. O campeonato é composto pelas categorias sênior (masculino e feminino), júnior e juvenil. Além disso, há competições de equipes separadas. O evento foi criado (provavelmente) em 1989 como  Copa Sul-Americana de Marcha Atlética (Espanhol: Copa Sudamericana de Marcha Atlética), sendo realizada anualmente no início. O nome e a frequência da competição foram alterados em 2004.

## Edições
A seguir as edições do campeonato, sendo a primeira realizada em 1989. 
|       | Ano   | Cidade      | País     | Data               |
| ----- | ----- | ----------- | -------- | ------------------ |
| I     | 1989? |             |          |                    |
| II    | 1990  | Guayaquil   | Equador  | 10–11 de novembro  |
| III   | 1991  | Bogotá      | Colômbia | 9–10 de novembro   |
| IV    | 1992  | São Paulo   | Brasil   | 7–8 de novembro    |
| V     | 1993  | Cuenca      | Equador  | 6–7 de novembro    |
| VI    | 1994  | Sucre       | Bolívia  | 6–7 de março       |
| VII   | 1995  | Cuenca      | Equador  | 4–5 de março       |
| VIII  | 1996  | São Paulo   | Brasil   | 16–17 de março     |
| IX    | 1997  | Bogotá      | Colômbia | 1–2 de março       |
| X     | 1998  | Bogotá      | Colômbia | 14–15 de março     |
| XI    | 1999  | Cochabamba  | Bolívia  | 13–14 de março     |
| XII   | 2000  | Lima        | Peru     | 18–19 de março     |
| XIII  | 2001  | Cuenca      | Equador  | 27–28 de outubro   |
| XIV   | 2002  | Saavedra    | Chile    | 14–15 de setembro  |
| XV    | 2004  | Los Ángeles | Chile    | 3–4 de abril       |
| XVI   | 2006  | Cochabamba  | Bolívia  | 8–9 de abril       |
| XVII  | 2008  | Cuenca      | Equador  | 15–16 de março     |
| XVIII | 2010  | Cochabamba  | Bolívia  | 6–7 de março       |
| XIX   | 2012  | Salinas     | Equador  | 17–18 de março     |
| XX    | 2014  | Cochabamba  | Bolívia  | 15–16 de fevereiro |
| XXI   | 2016  | Guayaquil   | Equador  | 2–3 de abril       |
| XXII  | 2017  | Lima        | Peru     | 13–14 de maio      |
| XXIII | 2018  | Sucúa       | Equador  | 10 de março        |

## Resultados
A seguir os resultados conhecidos do campeonato. 

### Resultado masculino sênior
20 km
| Ano   | Ouro                      | Ouro       | Prata                         | Prata      | Bronze                  | Bronze     |
| ----- | ------------------------- | ---------- | ----------------------------- | ---------- | ----------------------- | ---------- |
| 1989? |                           |            |                               |            |                         |            |
| 1990  | Sergio Vieira (BRA)       | 1:26:22.00 | Clodomiro Romero (COL)        | 1:26:26.09 | Querubín Moreno (COL)   | 1:29:12.00 |
| 1991  | Héctor Moreno (COL)       | 1:28:34    | Sergio Vieira (BRA)           | 1:29:44    | Ricardo Lamprea (COL)   | 1:31:33    |
| 1992  |                           |            |                               |            |                         |            |
| 1993  |                           |            |                               |            |                         |            |
| 1994  | Jefferson Pérez (ECU)     | 1:30:04    |                               |            |                         |            |
| 1995  | Jefferson Pérez (ECU)     | 1:27:46    |                               |            |                         |            |
| 1996  | Jefferson Pérez (ECU)     | 1:25:33    |                               |            |                         |            |
| 1997  | Jefferson Pérez (ECU)     | 1:26:19    | Sergio Vieira (BRA)           | 1:32:19    | Cláudio Bertolino (BRA) | 1:32:48    |
| 1998  | Jefferson Pérez (ECU)     | 1:22:53    | Nixon Zambrano (COL)          | 1:30:37    | Juan Rojas (ECU)        | 1:32:08    |
| 1999  |                           |            |                               |            |                         |            |
| 2000  | Jefferson Pérez (ECU)     | 1:30:50    |                               |            |                         |            |
| 2001  | Jefferson Pérez (ECU)     | 1:26:21    | Cristián Muñoz (CHI)          | 1:30:00    | Fausto Quinde (ECU)     | 1:30:06    |
| 2002  | Sérgio Galdino (BRA)      | 1:24:23.3  | Cristián Muñoz (CHI)          | 1:24:25.5  | Fausto Quinde (ECU)     | 1:25:06.5  |
| 2004  | Rolando Saquipay (ECU)    | 1:22:29    | Luis Fernando López (COL)     | 1:22:52    | Freddy Hernández (COL)  | 1:23:08    |
| 2006  | Jefferson Pérez (ECU)     | 1:26:27    | Luis Fernando López (COL)     | 1:27:16    | James Rendón (COL)      | 1:28:20    |
| 2008  | Luis Fernando López (COL) | 1:24:38    | Rolando Saquipay (ECU)        | 1:25:41    | James Rendón (COL)      | 1:27:07    |
| 2010  | Rolando Saquipay (ECU)    | 1:24:50    | Gustavo Restrepo (COL)        | 1:27:40    | Yerko Araya (CHI)       | 1:30:45    |
| 2012  | Caio Bonfim (BRA)         | 1:23:59.0  | James Rendón (COL)            | 1:24:05.4  | Moacir Zimmermann (BRA) | 1:24:33.7  |
| 2014  | Rolando Saquipay (ECU)    | 1:26:36    | Marco Antonio Rodríguez (BOL) | 1:27:16    | Pavel Chihuán (PER)     | 1:27:34    |
| 2016  | Andrés Chocho (ECU)       | 1:24:11    | José Alessandro Bagio (BRA)   | 1:24:23    | Jhon Castañeda (COL)    | 1:25:13    |
| 2018  | Andrés Chocho (ECU)       | 1:22:51    | Mauricio Arteaga (ECU)        | 1:23:13    | Brian Pintado (ECU)     | 1:24:16    |

35 km
| Ano   | Ouro                    | Ouro       | Prata                 | Prata      | Bronze                 | Bronze     |
| ----- | ----------------------- | ---------- | --------------------- | ---------- | ---------------------- | ---------- |
| 1989? |                         |            |                       |            |                        |            |
| 1990  | Claudio Bertolini (BRA) | 2:58:37.61 | Rodrigo Moreno (COL)  | 2:58:52.00 | Fernando Rozo (COL)    | 3:04:39.19 |
| 1991  | Rodrigo Moreno (COL)    | 2:53:36    | Querubín Moreno (COL) | 3:00:16    | Alberto Vargas (COL)   | 3:00:22    |
| 1992  |                         |            |                       |            |                        |            |
| 1993  |                         |            |                       |            |                        |            |
| 1994  |                         |            |                       |            |                        |            |
| 1995  | Orlando Díaz (COL)      | 2:55:53    |                       |            | Fernando Rozo (COL)    |            |
| 1996  | Héctor Moreno (COL)     | 2:47:42    |                       |            |                        |            |
| 1997  | Héctor Moreno (COL)     | 2:55:32    | Querubín Moreno (COL) | 2:56:01    | Rodrigo Moreno (COL)   | 3:01:38    |
| 1998  | Héctor Moreno (COL)     | 2:47:36    | Alejandro Vele (ECU)  | 2:58:56    | Freddy Choque (BOL)    | 3:00:07    |
| 1999  | Héctor Moreno (COL)     |            |                       |            |                        |            |
| 2000  | Luis Villagra (CHI)     | 3:07:43    |                       |            |                        |            |
| 2001  | Fausto Quinde (ECU)     | 2:56:58.25 | Edwin Centeno (PER)   | 3:01:49    | Luis Figueroa (CHI)    | 3:03:56    |
| 2002  | Edwin Centeno (PER)     | 2:48:12.9  | Luis Figueroa (CHI)   | 2:53:25.1  | Rolando Saquipay (ECU) | 2:55:51.0  |

50 km
| Ano  | Ouro                   | Ouro      | Prata                     | Prata     | Bronze                   | Bronze    |
| ---- | ---------------------- | --------- | ------------------------- | --------- | ------------------------ | --------- |
| 2004 | Luis Villagra (CHI)    | 4:16:45   | Alex Jara (CHI)           | 4:23:07   | Cristián Bascuñán (CHI)  | 4:45:59   |
| 2006 | Segundo Peñafiel (ECU) | 4:03:30   | Fausto Quinde (ECU)       | 4:12:30   | Edwin Centeno (PER)      | 4:13:10   |
| 2008 | Mesías Zapata (ECU)    | 4:15:26   | David Guevara (ECU)       | 4:33:33   | Edwin Ochoa (ECU)        | 4:34:55   |
| 2010 | Mesías Zapata (ECU)    | 4:17:00   | Washington Alvarado (ECU) | 4:21:08   | David Guevara (ECU)      | 4:22:37   |
| 2012 | Mário dos Santos (BRA) | 4:12:52.0 | Jonathan Cáceres (ECU)    | 4:14:44.2 | Edgar Cudco (ECU)        | 4:22:43.5 |
| 2014 | Ronald Quispe (BOL)    | 4:25:02   | Jonathan Rieckmann (BRA)  | 4:40:12   | Cláudio Richardson (BRA) | 4:43:19   |
| 2018 | James Rendón (COL)     | 4:03:42   | David Velásquez (ECU)     | 4:07:47   | Darwin León (ECU)        | 4:13:12   |

### Resultado feminino sênior
10 km
| Ano   | Ouro                 | Ouro     | Prata                | Prata    | Bronze                   | Bronze   |
| ----- | -------------------- | -------- | -------------------- | -------- | ------------------------ | -------- |
| 1989? |                      |          |                      |          |                          |          |
| 1990  | Miriam Ramón (ECU)   | 49:16.39 | Bertha Vera (ECU)    | 50:07.35 | Liliana Bermeo (COL)     | 50:21.02 |
| 1991  | Miriam Ramón (ECU)   | 50:07    | Giona Moreno (COL)   | 52:06    | Elsa Abril (COL)         | 53:36    |
| 1992  |                      |          |                      |          |                          |          |
| 1993  |                      |          |                      |          |                          |          |
| 1994  | Miriam Ramón (ECU)   |          |                      |          |                          |          |
| 1995  | Miriam Ramón (ECU)   | 49:05    |                      |          |                          |          |
| 1996  | Geovana Irusta (BOL) | 47:57    |                      |          |                          |          |
| 1997  | Bertha Vera (ECU)    | 50:00    | Liliana Bermeo (COL) | 50:12    | Miriam Ramón (ECU)       | 50:46    |
| 1998  | Geovana Irusta (BOL) | 49:00    | Liliana Bermeo (COL) | 49:33    | Cristina Bohórquez (COL) | 50:58    |

20 km
| Ano  | Ouro                   | Ouro      | Prata                       | Prata     | Bronze                  | Bronze    |
| ---- | ---------------------- | --------- | --------------------------- | --------- | ----------------------- | --------- |
| 1999 | Geovana Irusta (BOL)   |           |                             |           |                         |           |
| 2000 | Geovana Irusta (BOL)   | 1:46:46   |                             |           |                         |           |
| 2001 | Geovana Irusta (BOL)   | 1:40:23   | Cristina Bohórquez (COL)    | 1:46:55   | Gianetti Bonfim (BRA)   | 1:48:13   |
| 2002 | Geovana Irusta (BOL)   | 1:41:21.2 | Gianetti Bonfim (BRA)       | 1:42:22.6 | Morelba Useche (VEN)    | 1:43:23.3 |
| 2004 | Geovana Irusta (BOL)   | 1:35:25   | Alessandra Picagevicz (BRA) | 1:35:28   | Sandra Zapata (COL)     | 1:39:13   |
| 2006 | Geovana Irusta (BOL)   | 1:41:20   | Miriam Ramón (ECU)          | 1:43:32   | Sandra Zapata (COL)     | 1:45:58   |
| 2008 | Sandra Zapata (COL)    | 1:39:02   | Johana Ordóñez (ECU)        | 1:39:27   | Janeth Guamán (ECU)     | 1:40:25   |
| 2010 | Sandra Galvis (COL)    | 1:40:48   | Claudia Balderrama (BOL)    | 1:42:48   | Milangela Rosales (VEN) | 1:43:33   |
| 2012 | Arabelly Orjuela (COL) | 1:34:40.2 | Ingrid Hernández (COL)      | 1:34:55.5 | Milangela Rosales (VEN) | 1:36:44.1 |
| 2014 | Kimberly García (PER)  | 1:35:34   | Claudia Balderrama (BOL)    | 1:36:25   | Wendy Cornejo (BOL)     | 1:37:11   |
| 2016 | Ángela Castro (BOL)    | 1:34:32   | Paola Pérez (ECU)           | 1:35:26   | Wendy Cornejo (BOL)     | 1:35:50   |
| 2018 | Érica de Sena (BRA)    | 1:30:22   | Paola Pérez (ECU)           | 1:30:37   | Kimberly García (PER)   | 1:32:48   |

50 km
| Ano  | Ouro                 | Ouro    | Prata                | Prata   | Bronze             | Bronze  |
| ---- | -------------------- | ------- | -------------------- | ------- | ------------------ | ------- |
| 2018 | Magaly Bonilla (ECU) | 4:19:43 | Johana Ordóñez (ECU) | 4:28:58 | Nair da Rosa (BRA) | 4:38.48 |

### Resultado masculino júnior (Sub-20)
10 km
| Ano   | Ouro                        | Ouro    | Prata                       | Prata   | Bronze                    | Bronze  |
| ----- | --------------------------- | ------- | --------------------------- | ------- | ------------------------- | ------- |
| 1989? |                             |         |                             |         |                           |         |
| 1990  | Jefferson Pérez (ECU)       | 44:31.9 | Mauricio Cárdenas (ECU)     | 44:59   | Wilson Molina (ECU)       | 46:01   |
| 1991  | Jefferson Pérez (ECU)       | 42:48.6 | Mauricio Cárdenas (ECU)     | 46:03.6 | Carlos Bustamante (ECU)   | 46:06.7 |
| 1992  | Jefferson Pérez (ECU)       | 45:39   | João Sendenski (BRA)        | 46:07   | Rolando Endara (BOL)      | 46:51   |
| 1993  | Omar Aguirre (ECU)          | 47:11   | Milton Uyaguari (ECU)       | 47:46   | Nixon Zambrano (COL)      | 48:26   |
| 1994  | Omar Aguirre (ECU)          | 45:58   | Milton Uyaguari (ECU)       | 46:09   | Víctor Corrita (BOL)      | 46:11   |
| 1995  | Omar Aguirre (ECU)          | 44:21   | Milton Uyaguari (ECU)       | 46:33   | Nixon Zambrano (COL)      | 46:46   |
| 1996  | Omar Aguirre (ECU)          | 43:58   | Rodrigo de Araújo (BRA)     | 44:35   | Marcelo Buzzo (BRA)       | 49:08   |
| 1997  | Mário José dos Santos (BRA) | 47:27   | Román Criollo (ECU)         | 47:45   | Giovanny Quinche (ECU)    | 47:56   |
| 1998  | Xavier Moreno (ECU)         | 44:50   | Jaime Sigua (ECU)           | 45:46   | Luis Fernando López (COL) | 46:32   |
| 1999  | Roman Criollo (ECU)         | 46:34   | Segundo Peñafiel (ECU)      | 46:50   | Luis Choque (BOL)         | 47:50   |
| 2000  | Cristian Muñoz (CHI)        | 45:31   | Marco Taype (PER)           | 45:41   | José Bagio (BRA)          | 45:41   |
| 2001  | Andrés Chocho (ECU)         | 45:55   | Víctor Marín (PER)          | 45:56   | Gustavo Restrepo (COL)    | 46:42   |
| 2002  | Rafael Duarte (BRA)         | 42:31.4 | Oswaldo Ortega (ECU)        | 44:47.1 | Edwin Malacatus (ECU)     | 44:52.6 |
| 2004  | Oswaldo Ortega (ECU)        | 42:00   | Carlos Borgoño (CHI)        | 42:19   | Yerko Araya (CHI)         | 43:41   |
| 2006  | Juan Manuel Cano (ARG)      | 45:39   | José Luis Muñoz (ECU)       | 45:59   | Mauricio Arteaga (ECU)    | 46:20   |
| 2008  | Julián Rendón (COL)         | 45:07   | Ricardo Loján (ECU)         | 45:47   | José Montaña (COL)        | 46:06   |
| 2010  | Caio Bonfim (BRA)           | 43:08   | José Luis Montaña (COL)     | 43:20   | Niel García (PER)         | 46:10   |
| 2012  | Eider Arévalo (COL)         | 43:24.1 | Kenny Martín Pérez (COL)    | 43:38.1 | Manuel Soto (COL)         | 43:43.0 |
| 2014  | Brian Daniel Pintado (ECU)  | 43:46   | Paulo César Yurivilca (PER) | 44:18   | Brayan Fuentes (COL)      | 44:33   |
| 2016  | Pablo Armando Pardo (BOL)   | 44:21   | Jonathan Javier Carua (ECU) | 44:36   | Lenin Mamani (PER)        | 44:48   |

### Resultado feminino júnior (Sub-20)
5 km
| Ano   | Ouro                 | Ouro    | Prata                           | Prata | Bronze                     | Bronze |
| ----- | -------------------- | ------- | ------------------------------- | ----- | -------------------------- | ------ |
| 1989? |                      |         |                                 |       |                            |        |
| 1990  | Miriam Ramón (ECU)   | 23:00.1 | Luisa Nivicela (ECU)            | 24:34 | Ana Cortés (ECU)           | 26:30  |
| 1991  | Luisa Nivicela (ECU) | 23:50   | Bertha Vera (ECU)               | 24:22 | Carolina Rosales (VEN)     | 27:54  |
| 1992  | Bertha Vera (ECU)    | 23:58   | Miriam Ramón (ECU)              | 23:58 | Geovana Irusta (BOL)       | 24:31  |
| 1993  | Bertha Vera (ECU)    | 24:32   | Geovana Irusta (BOL)            | 25:21 | Ximena Torres (ECU)        | 26:04  |
| 1994  | Geovana Irusta (BOL) | 24:59   | Ángela Aliaga (BOL)             | 25:24 | Nohora Paque (COL)         | 26:08  |
| 1995  | Sandra Zapata (COL)  | 27:05   | Aura Quintero (COL)             | 27:15 | Nohora Paque (COL)         | 27:31  |
| 1996  | Sandra Zapata (COL)  | 26:00   | Sandra Aguirre (BOL)            | 26:00 | Andreia Pedro (BRA)        | 26:07  |
| 1997  | Gladys Criollo (ECU) | 25:45   | Marcia Leao Da Silva Cruz (BRA) | 26:17 | Aura Quintero (COL)        | 26:38  |
| 1998  | Luisa Paltín (ECU)   | 24:25   | Gladys Criollo (ECU)            | 24:50 | Lidia Chamorro (ECU)       | 25:03  |
| 1999  | Mónica Carrión (ECU) | 25:24   | Luisa Paltín (ECU)              | 25:24 | Ariana Quino Salazar (BOL) | 25:40  |

10 km
| Ano  | Ouro                        | Ouro    | Prata                    | Prata   | Bronze                      | Bronze  |
| ---- | --------------------------- | ------- | ------------------------ | ------- | --------------------------- | ------- |
| 2000 | Luisa Paltín (ECU)          | 52:19   | Maria de Oliveira (BRA)  | 52:35   | Marcela Pacheco (CHI)       | 54:16   |
| 2001 | Luisa Paltín (ECU)          | 53:56   | Mabel Oncebay (PER)      | 54:30   | Alessandra Picagevicz (BRA) | 55:36   |
| 2002 | Alessandra Picagevicz (BRA) | 49:54.1 | Cisiane Lopes (BRA)      | 50:11.3 | Johana Malla (ECU)          | 52:34.4 |
| 2004 | Yadira Hernández (ECU)      | 49:30   | Johana Ordóñez (ECU)     | 49:30   | Luz Villamarín (COL)        | 50:00   |
| 2006 | Ingrid Hernández (COL)      | 52:19   | Anlly Paola Pineda (COL) | 52:34   | Claudia Cornejo (BOL)       | 52:41   |
| 2008 | Anlly Paola Pineda (COL)    | 49:13   | Claudia Cornejo (BOL)    | 49:22   | María del Pilar Rayo (COL)  | 49:41   |
| 2010 | Wendy Cornejo (BOL)         | 52:46   | Ana Karina Bustos (ECU)  | 54:02   | Marisol Álvarez (ECU)       | 55:20   |
| 2012 | Sandra Arenas (COL)         | 45:16.5 | Ángela Castro (BOL)      | 46:59.5 | Wendy Cornejo (BOL)         | 47:00.7 |
| 2014 | Karla Jaramillo (ECU)       | 49:22   | Jéssica Hancco (PER)     | 49:44   | Stefany Coronado (BOL)      | 51:53   |
| 2016 | Maria Fernanda Marin (COL)  | 49:55   | Evelyn Inga (PER)        | 50:01   | Karla Navarrete (ECU)       | 50:16   |

### Resultado masculino juvenil (Sub-18)
5 km
| Ano   | Ouro                      | Ouro    | Prata                     | Prata   | Bronze                  | Bronze  |
| ----- | ------------------------- | ------- | ------------------------- | ------- | ----------------------- | ------- |
| 1989? |                           |         |                           |         |                         |         |
| 1990  | Jefferson Pérez (ECU)     | 20:01.1 | Jaime Rodríguez (COL)     | 22:22.8 | Walter Sánchez (ECU)    | 22:54   |
| 1991  | Walter Sánchez (ECU)      | 22:34.9 | Alexander Mendoza (COL)   | 23:19.8 | Alejandro Vásquez (COL) | 23:28.3 |
| 1992  | Rolando Endara (BOL)      | 22:41   | Víctor Corrita (BOL)      | 22:56   | Edson do Prado (BRA)    | 23:11   |
| 1993  | Omar Aguirre (ECU)        | 21:52   | Alejandro Marín (COL)     | 24:44   | Sergio Zambrano (COL)   | 25:27   |
| 1994  | Rubén Tarquino (BOL)      | 23:08   | Matias Fernández (ARG)    | 29:04   | Carlos Saavedra (BOL)   | 33:24   |
| 1995  | Francielio Medeiros (BRA) | 25:30   | Luis Fernando López (COL) | 25:30   | David Salazar (ECU)     | 25:40   |
| 1996  | Oscar Mafra (BRA)         | 24:42   | Fernando Sloboda (BRA)    | 25:09   | Anderson Peter (BRA)    | 25:11   |
| 1997  | Jaime Sigua (ECU)         | 22:55   | Jorge Duque (COL)         | 24:14   | John García (COL)       | 24:16   |
| 1998  | Luis Sánchez (COL)        | 23:57   | Yeison Quitián (COL)      | 24:33   | Paul Mendoza (ECU)      | 25:03   |

5 km
| Ano  | Ouro                           | Ouro    | Prata                         | Prata   | Bronze                    | Bronze  |
| ---- | ------------------------------ | ------- | ----------------------------- | ------- | ------------------------- | ------- |
| 1999 | Yeison Quitián (COL)           | 48:59   | Silvano Choque (BOL)          | 49:16   | Andrés Chocho (ECU)       | 50:07   |
| 2000 | Jorge Aguilar (PER)            | 48:08   | Andrés Chocho (ECU)           | 48:09   | Pablo Pinzon (COL)        | 48:09   |
| 2001 | Juan Carlos Sandy (BOL)        | 47:50   | Oswaldo Ortega (ECU)          | 48:14   | German Rivillas (COL)     | 50:42   |
| 2002 | Carlos Borgoño (CHI)           | 46:32.3 | Eben Ezer Churqui (BOL)       | 46:34.5 | Oswaldo Ortega (ECU)      | 46:37.0 |
| 2004 | Herbert Alvacir Moreira (BRA)  | 46:28   | Mauricio Arteaga (ECU)        | 46:46   | Bryan Duarte (CHI)        | 47:07   |
| 2006 | Jorge Armando Ruiz (COL)       | 47:56   | Samuel Babativa (COL)         | 50:08   | Exequiel Segovia (CHI)    | 51:12   |
| 2008 | Alexander Castañeda (COL)      | 46:50   | Caio Oliveira Bonfim (BRA)    | 47:00   | José Fernández (ECU)      | 48:26   |
| 2010 | Eider Arévalo (COL)            | 43:35   | Brian Pintado (ECU)           | 47:00   | Óscar Villavicencio (ECU) | 47:51   |
| 2012 | Paolo César Yurivilca (PER)    | 44:59.7 | Daniel Pintado (ECU)          | 45:23.7 | Franco Chocho (ECU)       | 48:10.6 |
| 2014 | Pablo Armando Rodríguez (BOL)  | 44:49   | César Augusto Rodríguez (PER) | 44:49   | Edgar Salazar (PER)       | 47:51   |
| 2016 | Sebastian Felipe Merchan (BOL) | 44:41   | Juan David Jimenez (PER)      | 44:43   | Juan Jose Soto Ruiz (PER) | 45:24   |

### Resultado feminino juvenil (Sub-18)
3 km
| Ano   | Ouro                 | Ouro    | Prata                   | Prata | Bronze                | Bronze |
| ----- | -------------------- | ------- | ----------------------- | ----- | --------------------- | ------ |
| 1989? |                      |         |                         |       |                       |        |
| 1990  | Bertha Vera (ECU)    | 13:47.4 | Maríia Vele (ECU)       | 14:32 | Blanca Urgiles (ECU)  | 14:37  |
| 1991  | María Vele (ECU)     | 15:11   | Sandra Zapata (COL)     | 15:33 | Elizabeth Ruíz (COL)  | 16:04  |
| 1992  | Ángela Aliaga (BOL)  | 15:17   | Natalia Messi (ARG)     | 15:44 | Mônica da Silva (BRA) | 16:06  |
| 1993  | María Vele (ECU)     | 15:25   | Tânia Spindler (BRA)    | 15:34 | Sandra Zapata (COL)   | 15:48  |
| 1994  | Inés Encina (BOL)    | 15:50   | Rosaisela Sánchez (BOL) | 15:56 | Sandra Aguirre (BOL)  | 15:57  |
| 1995  | Paola Luna (COL)     | 15:29   | Aura Quintero (COL)     | 15:53 | Gladys Criollo (ECU)  | 16:14  |
| 1996  | Tatiana Silva (BOL)  | 15:06   | Yesenia López (COL)     | 15:50 | Saskia Luetke (BRA)   | 16:24  |
| 1997  | Luisa Paltín (ECU)   | 15:10   | Mónica Carrión (ECU)    | 15:14 | Lizbeth Zúñiga (PER)  | 15:19  |
| 1998  | Mónica Carrión (ECU) | 14:52   | Mabel Oncebay (PER)     | 15:12 | Miriam Acosta (COL)   | 15:23  |

5 km
| Ano  | Ouro                        | Ouro    | Prata                      | Prata   | Bronze                         | Bronze  |
| ---- | --------------------------- | ------- | -------------------------- | ------- | ------------------------------ | ------- |
| 1999 | Luisa Paltín (ECU)          | 25:19   | Ariana Quino Salazar (BOL) | 25:24   | Mabel Oncebay (PER)            | 25:27   |
| 2000 | Alessandra Picagevicz (BRA) | 25:01   | Elizabeth Romero (PER)     | 25:30   | Solange Trino (BOL)            | 25:35   |
| 2001 | Alessandra Picagevicz (BRA) | 24:26   | Gina Meneses (COL)         | 26:19   | Johana Ordóñez (ECU)           | 27:11   |
| 2002 | Johana Malla (ECU)          | 25:14.4 | Luz Villamarín (COL)       | 25:19.6 | Johana Ordóñez (ECU)           | 25:21.0 |
| 2004 | Gabriela Cornejo (ECU)      | 25:55   | Elizabeth Bravo (ECU)      | 26:35   | Diana Montaluisa (ECU)         | 26:53   |
| 2006 | Claudia Cornejo (BOL)       | 25:04   | Anlly Paola Pineda (COL)   | 25:13   | Magaly Bonilla (ECU)           | 27:00   |
| 2008 | Ximena Sangoquisa (ECU)     | 25:39   | Kimberly García (PER)      | 25:51   | Wendy Cornejo (BOL)            | 26:03   |
| 2010 | Kimberly García (PER)       | 24:24   | Ana Karina Bustos (ECU)    | 25:11   | Wendy Cornejo (BOL)            | 25:23   |
| 2012 | Karla Jaramillo (ECU)       | 24:49.0 | Lina Paola Abril (COL)     | 24:56.7 | Michelli Semblantes (ECU)      | 25:02.3 |
| 2014 | Nataly León (ECU)           | 26:01   | Luz Karen Mena (COL)       | 26:13   | Michelle Varas (CHI)           | 26:52   |
| 2016 | Nataly León (ECU)           | 26:01   | Luz Karen Mena (COL)       | 26:13   | Michelle Varas (CHI)           | 26:52   |
| 2018 | Glenda Morejón (ECU)        | 26:01   | Kimberly Revelo (ECU)      | 26:13   | Maria Alejandra Chaparro (COL) | 26:52   |

## Competições
- Campeonato Sul-Americano de Atletismo
- Campeonato Sul-Americano de Atletismo em Pista Coberta
- Campeonato Sul-Americano de Atletismo Sub-23
- Campeonato Sul-Americano de Atletismo Sub-20
- Campeonato Sul-Americano de Atletismo Sub-18
- Campeonato Sul-Americano de Corta-Mato
- Campeonato Sul-Americano de Maratona
- Campeonato Sul-Americano de Meia Maratona
- Campeonato Sul-Americano de Milha de Rua
- Campeonato Sul-Americano de Corrida de Montanha